# Staré muzeum
Staré muzeum (německy Altes Museum) je jedno z pěti muzeí v Berlíně v Německu, soustředěných na Muzejním ostrově. Vzniklo v roce 1830 jako první z muzejních budov a je v ní umístěna část sbírky antického umění. Budova muzea je výraznou dominantou Libosadu (Lustgarten) a tvoří jednu ze tří pohledových stran Zámeckého náměstí (katedrála, muzeum, zámek). Muzeum je jako součást Muzejního ostrova od roku 1999 na seznamu světového kulturního dědictví UNESCO.

## Budova

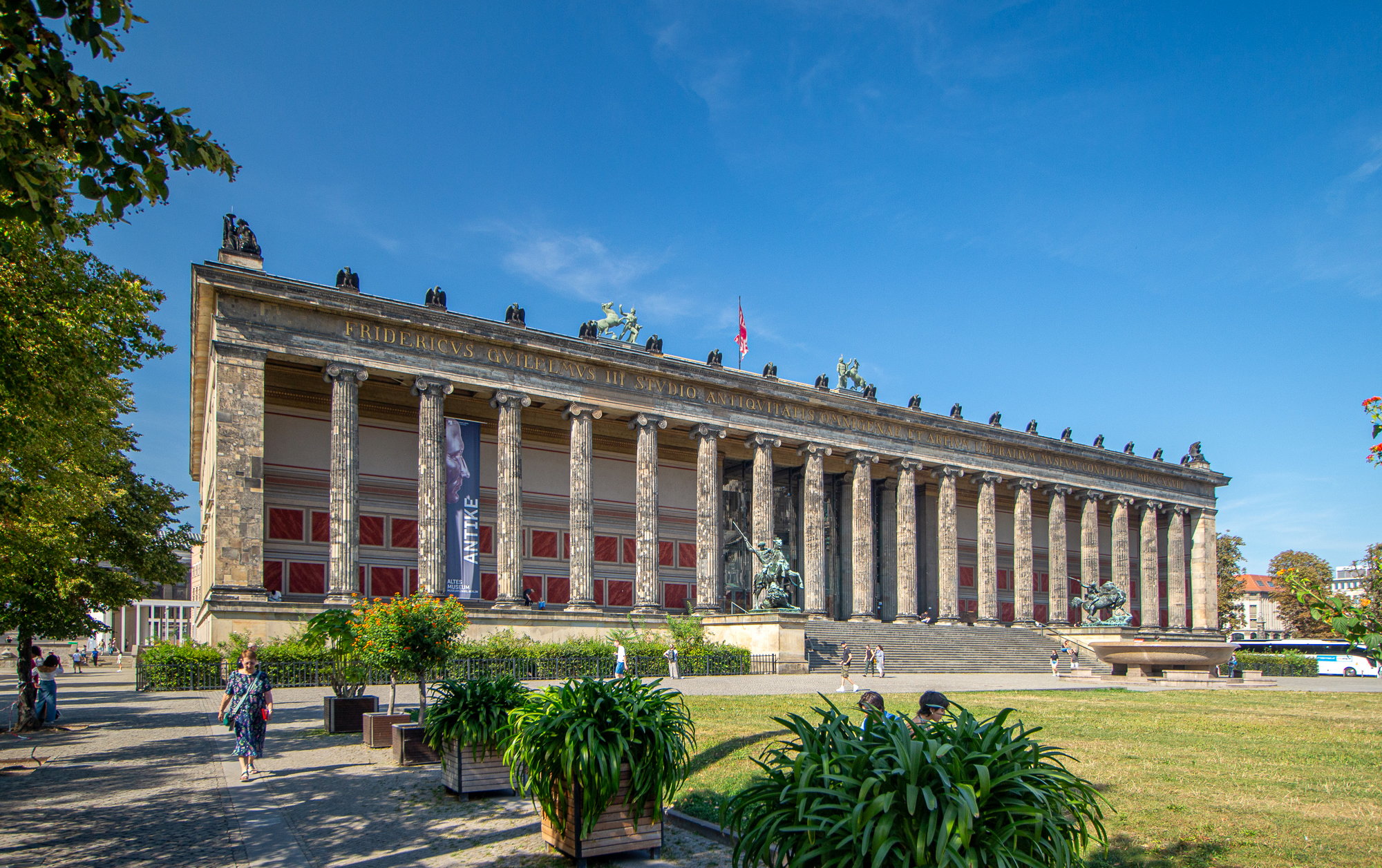
Staré muzeum

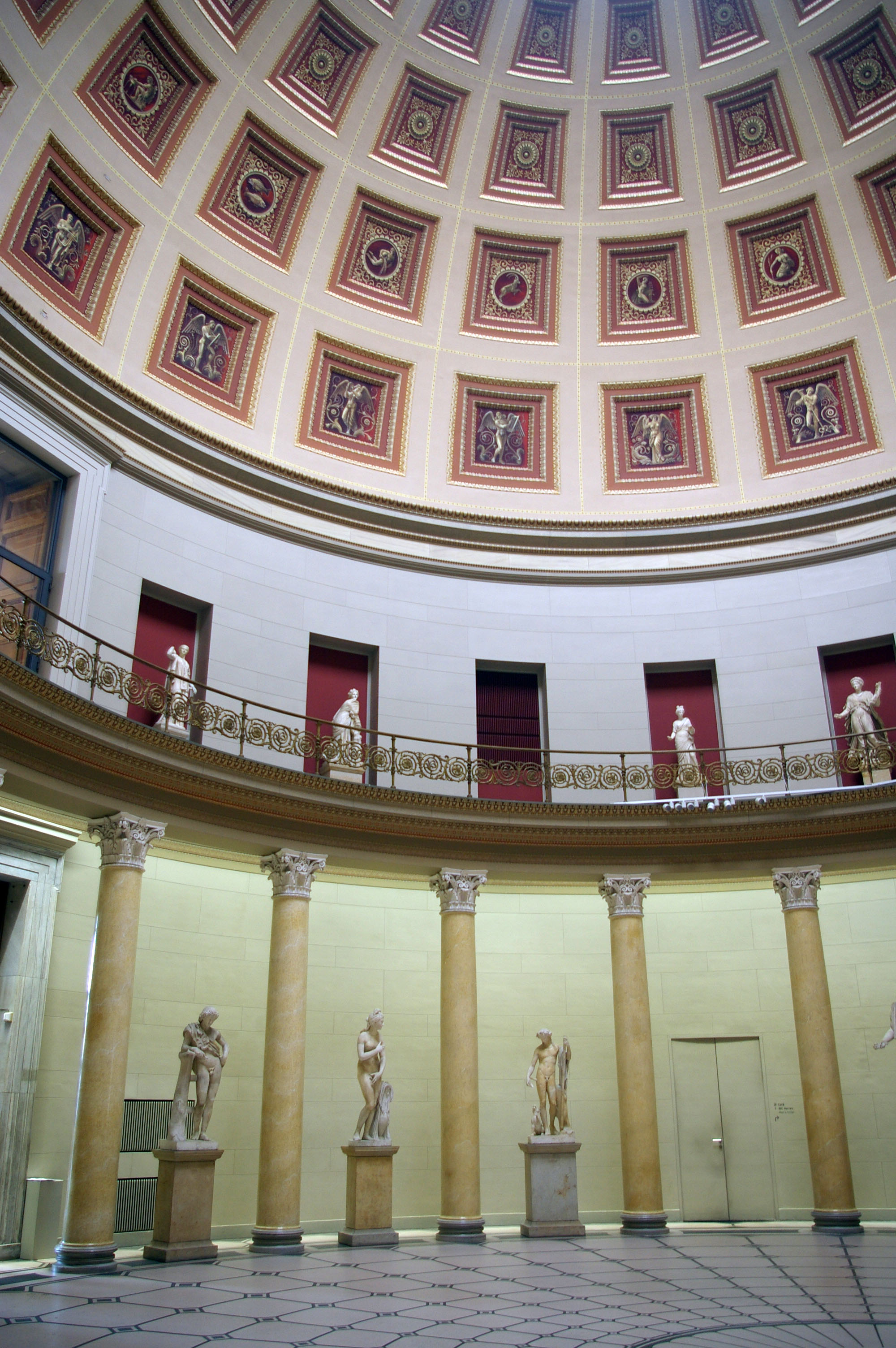
Rotunda ve Starém muzeu

Muzejní budovu navrhl Karl Friedrich Schinkel a patří k nejkrásnějším klasicistním stavbám v Berlíně. Budova je postavena na vysokém podstavci, portikus tvoří osmnáct jónských sloupů. Zlatý nápis nad vchodem říká: "Fridrich Vilém III. na podporu studia antiky, z níž všechno vychází, založil muzeum svobodných umění 1828". Uvnitř budovy, za vstupním portikem se nachází dvoupodlažní schodišťová lodžie. Centrem budovy je pak rotunda, rozsáhlý prostor podle vzoru římského Pantheonu. V rotundě jsou vystaveny sochy antických bohů, rotunda byla zamýšlena jako impozantní vstupní prostor muzea. Výstavní místnosti jsou umístěny okolo centrální rotundy.

## Historie
Muzeum vzniklo na Muzejním ostrově jako první v roce 1830, jeho otevření se 1. 7. 1830 zúčastnil Fridrich Vilém III., na jehož přání muzeum jakožto „Svatyně umění a věd“ vzniklo. V muzeu byly původně všechny sbírky, včetně obrazů, soch i antických sbírek. Sbírka si v krátké době získala velmi dobrou pověst, a tak již v roce 1855 byla otevřena nová muzejní budova Neues Museum, která měla sloužit pro sbírky starověkého Egypta, prehistorické a etnografické sbírky. S Novým muzeem byla stará muzejní budova spojena zastřešeným mostem, návštěvníci tak mohli procházet z jedné budovy do druhé. V roce 1904 byla sbírka obrazů přestěhována do nově vybudovaného muzea na severní špici ostrova (dnes Bodeho muzeum), v budově Starého muzea tak zůstala pouze sbírka klasických antických artefaktů.

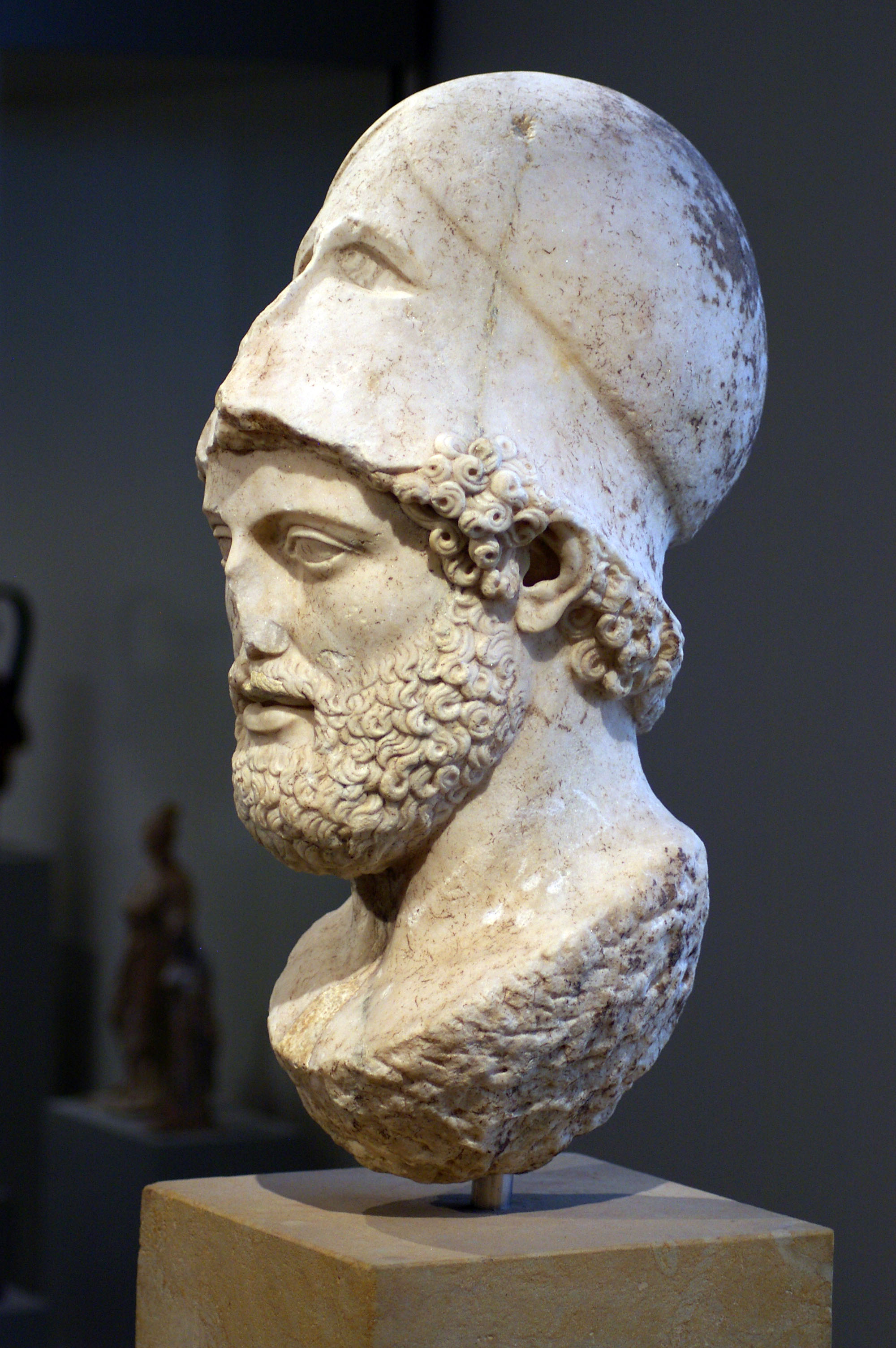
Periklova busta

Po vypuknutí 2. světové války bylo muzeum na podzim 1939 uzavřeno, většina muzejních exponátů byla evakuována a umístěna v krytech. Poškození budovy muzea bylo značné, zanikl krytý most spojující Staré a Nové muzeum a teprve mezi roky 1958-1966 bylo muzeum zrekonstruováno podle původních Schinkelových plánů. Sbírky byly nicméně po rozdělení Berlína roztrženy mezi obě části města. Po jejich sjednocení byla zahájena rozsáhlá rekonstrukce všech budov muzejního ostrova, jejíž součástí bylo vybudování Archeologické promenády, podzemní spojovací chodby, která má zároveň sloužit jako výstavní prostor.

## Sbírky
Ve Starém muzeu je umístěna část sbírky antického umění, především plastiky, starořecké malované vázy a busty. Sály tematicky pokrývají řecké mýty a jejich zobrazování, svatyně archaického Řecka, dobu helenizmu. V prvním patře se pak nachází etruské umění a mozaiky. Součástí vystavených exponátů je především Periklova busta - římská kopie sochy od Kresila, která stála u vchodu do Athénské akropole. Andochiedeova amfora - zobrazuje postavy zápasníků, běžný motiv řeckého umění. Etruské amfory (okolo roku 400 před naším letopočtem z Vulci). Významná je též sbírka portrétů mumií, etruských uren či erotického umění starého Řecka.

## Ze sbírek

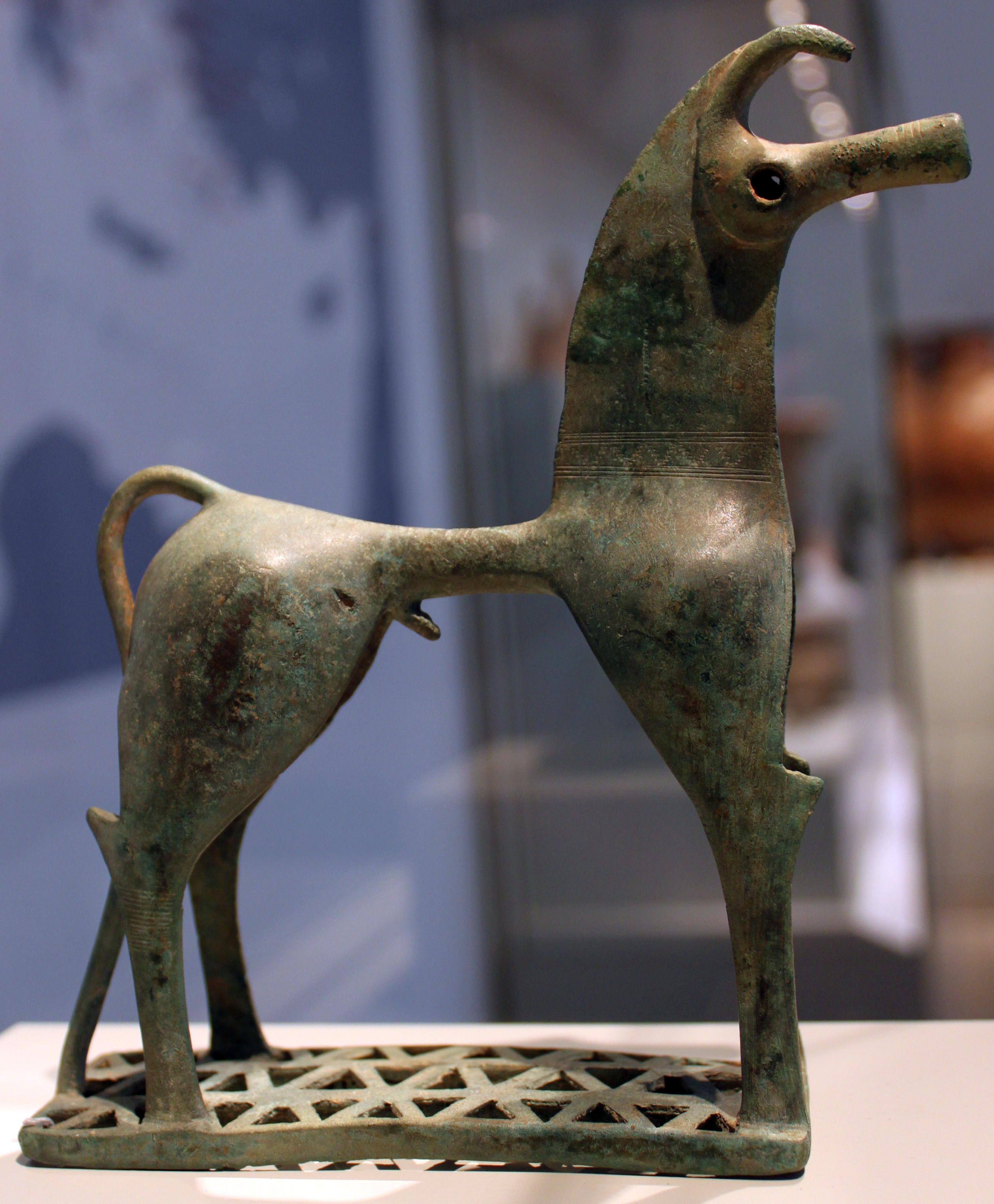
Soška koně z Olympie (bronz, kolem 730 př. n. l.)
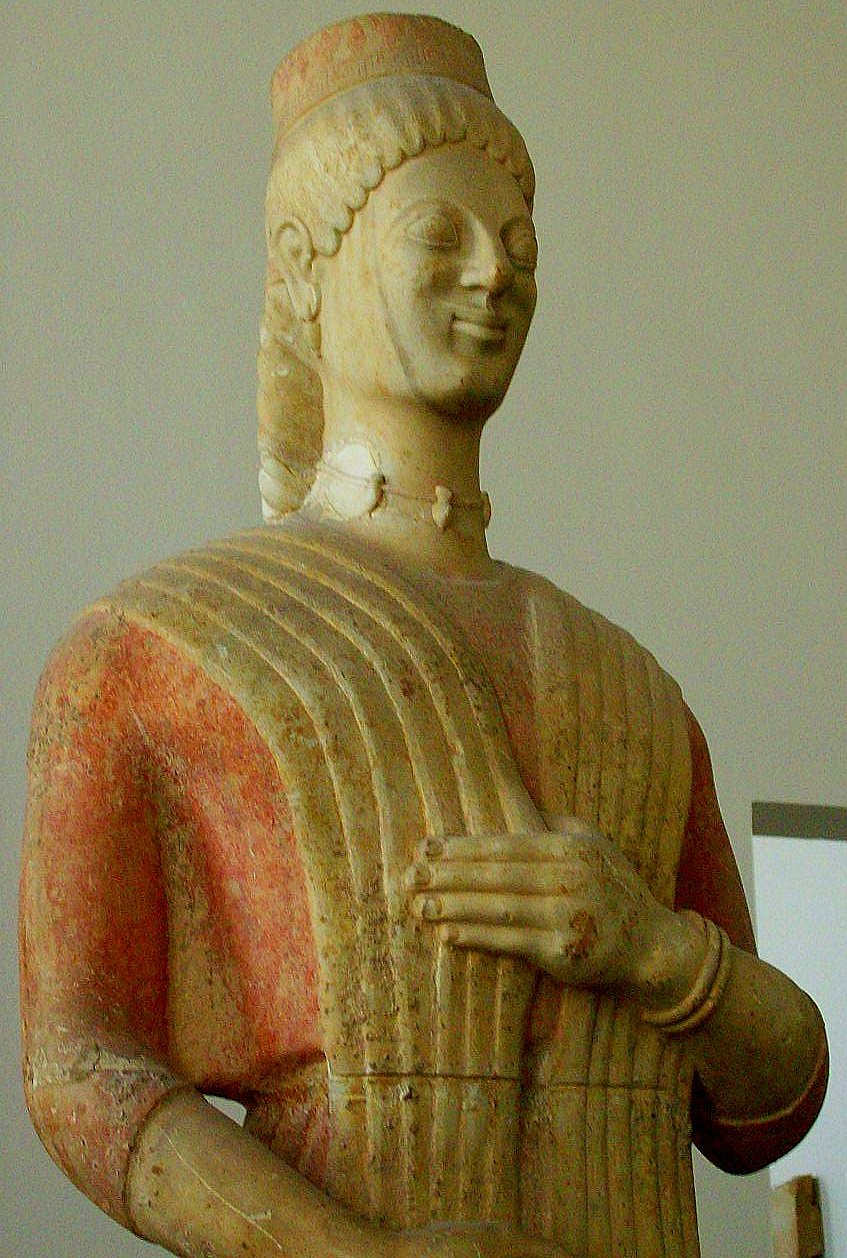
“Berlínská bohyně” (mramor, kolem 730 př. n. l.)
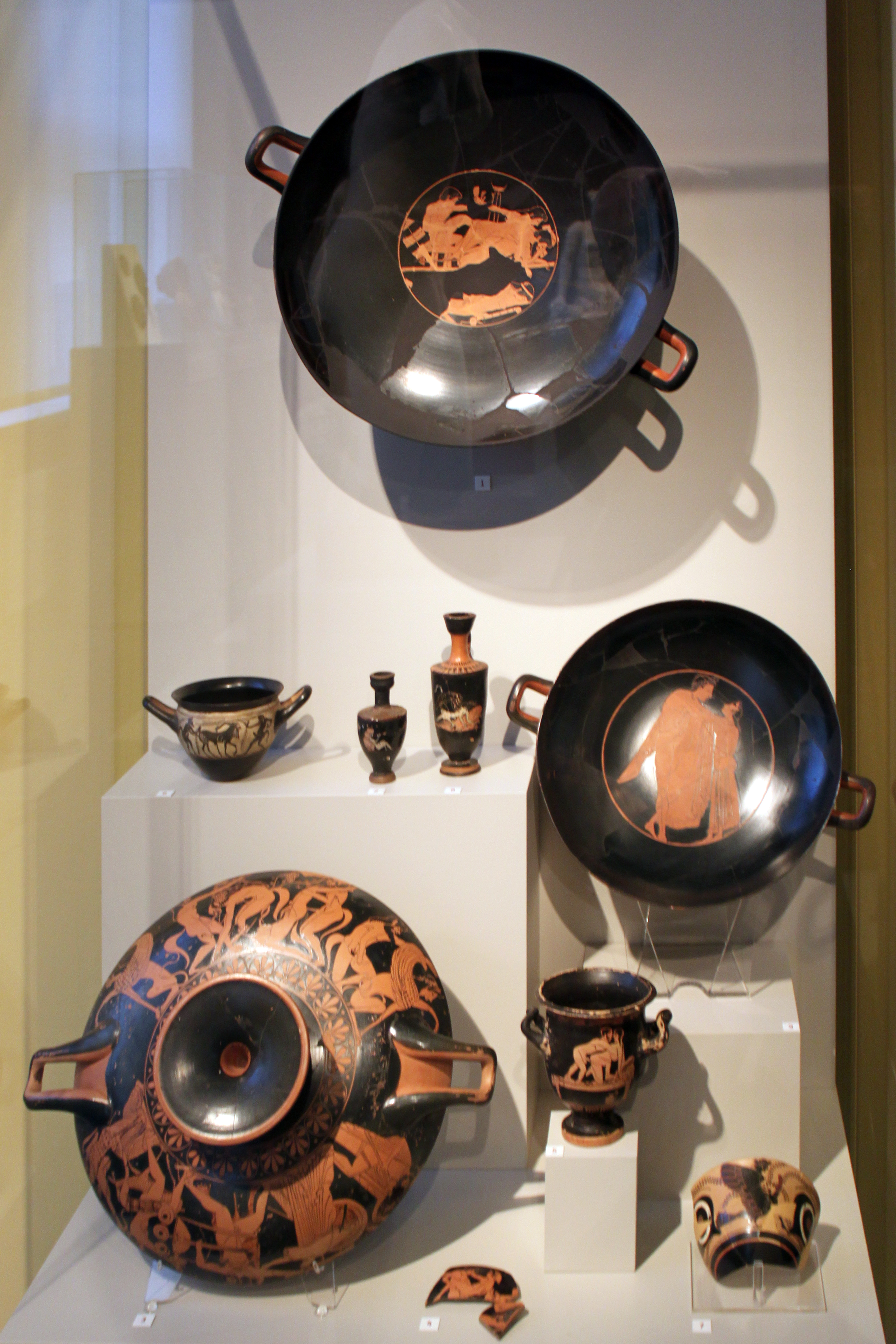
Slavnostní stolní nádobí s erotickými motivy (Athény, 500-400 př. n. l.)
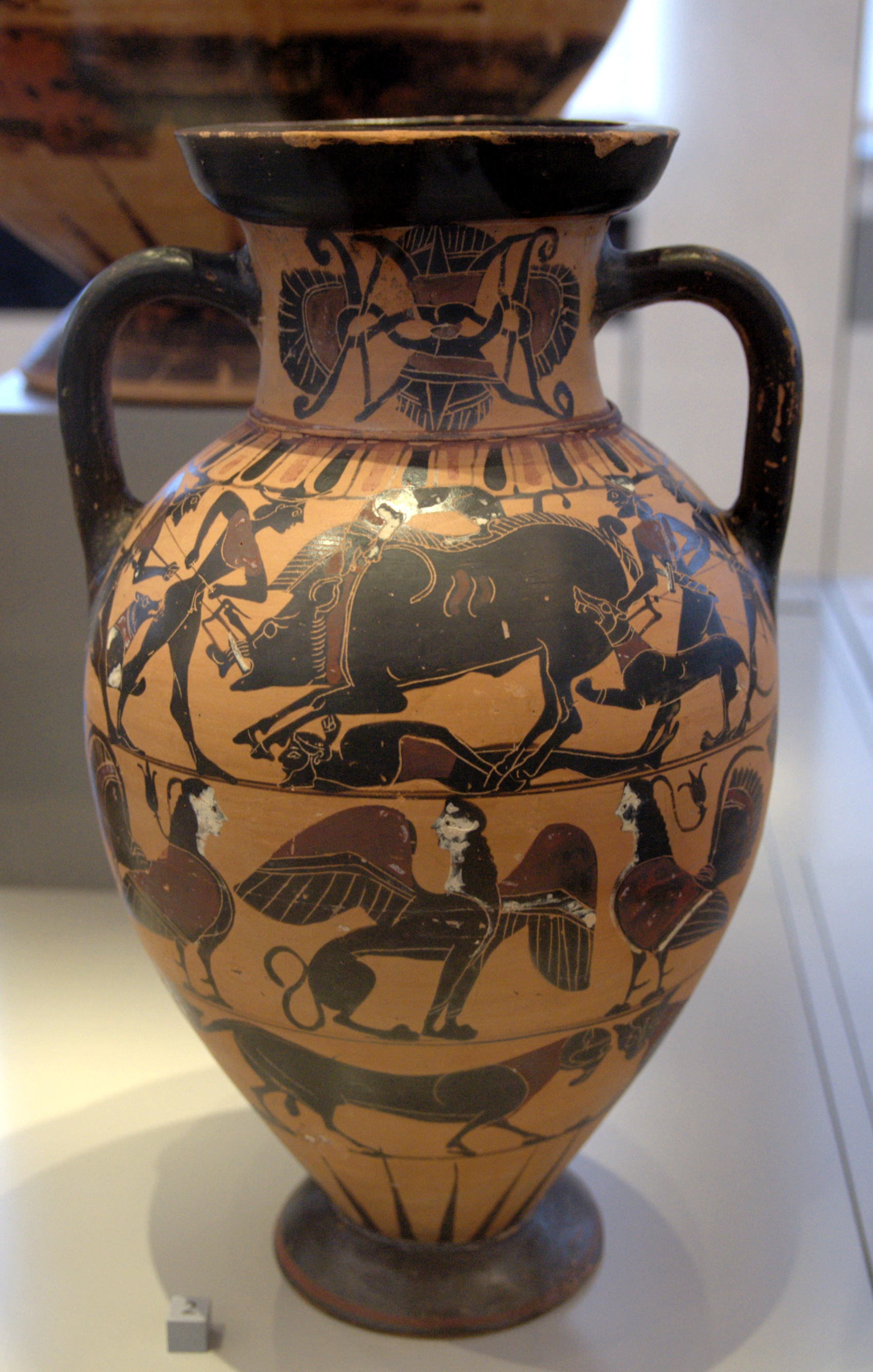
Etruská amfora s lovem na medvěda (kolem 500 př. n. l.)
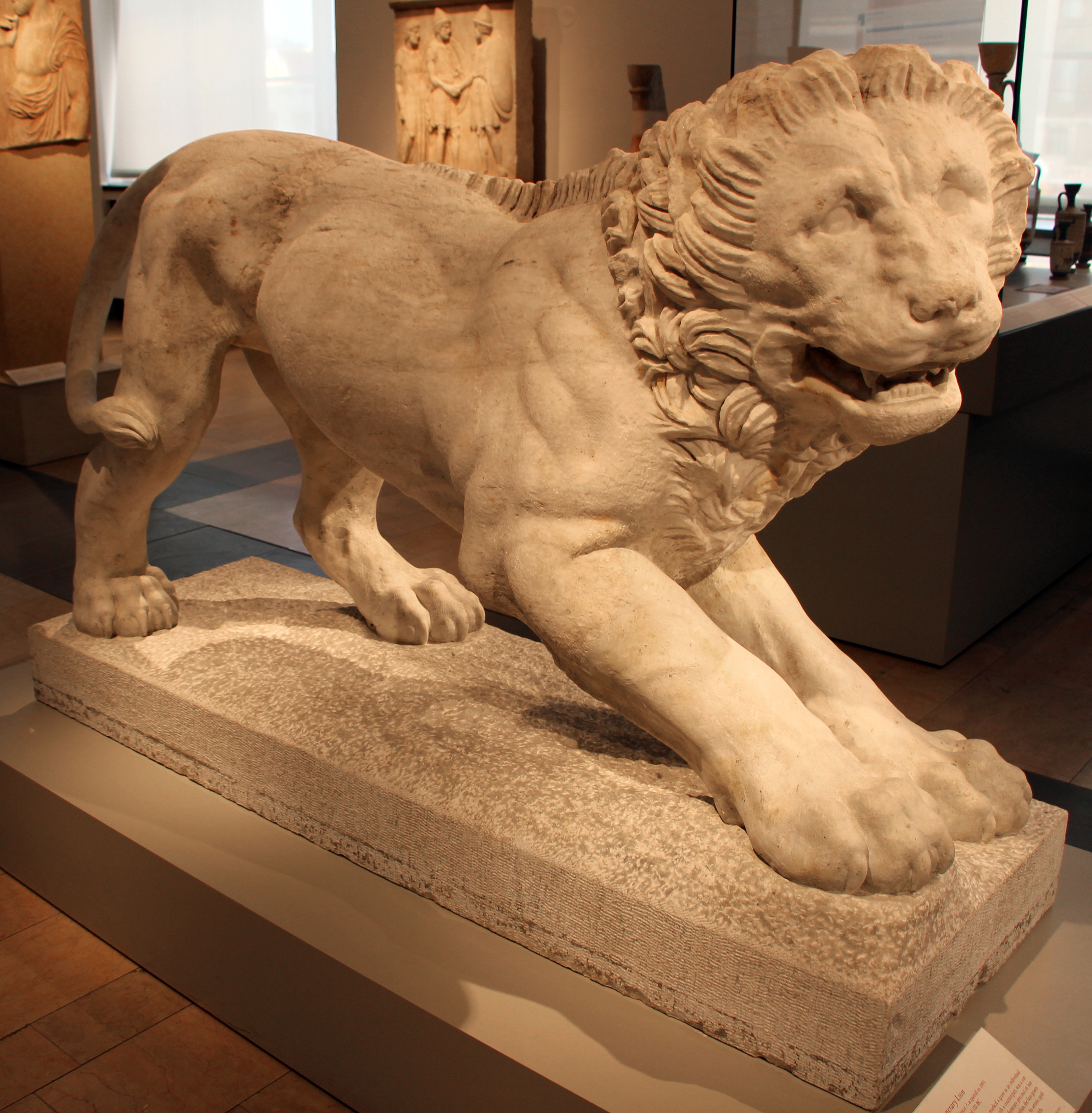
Náhrobní lev (Attika, asi 320 př. n. l.)
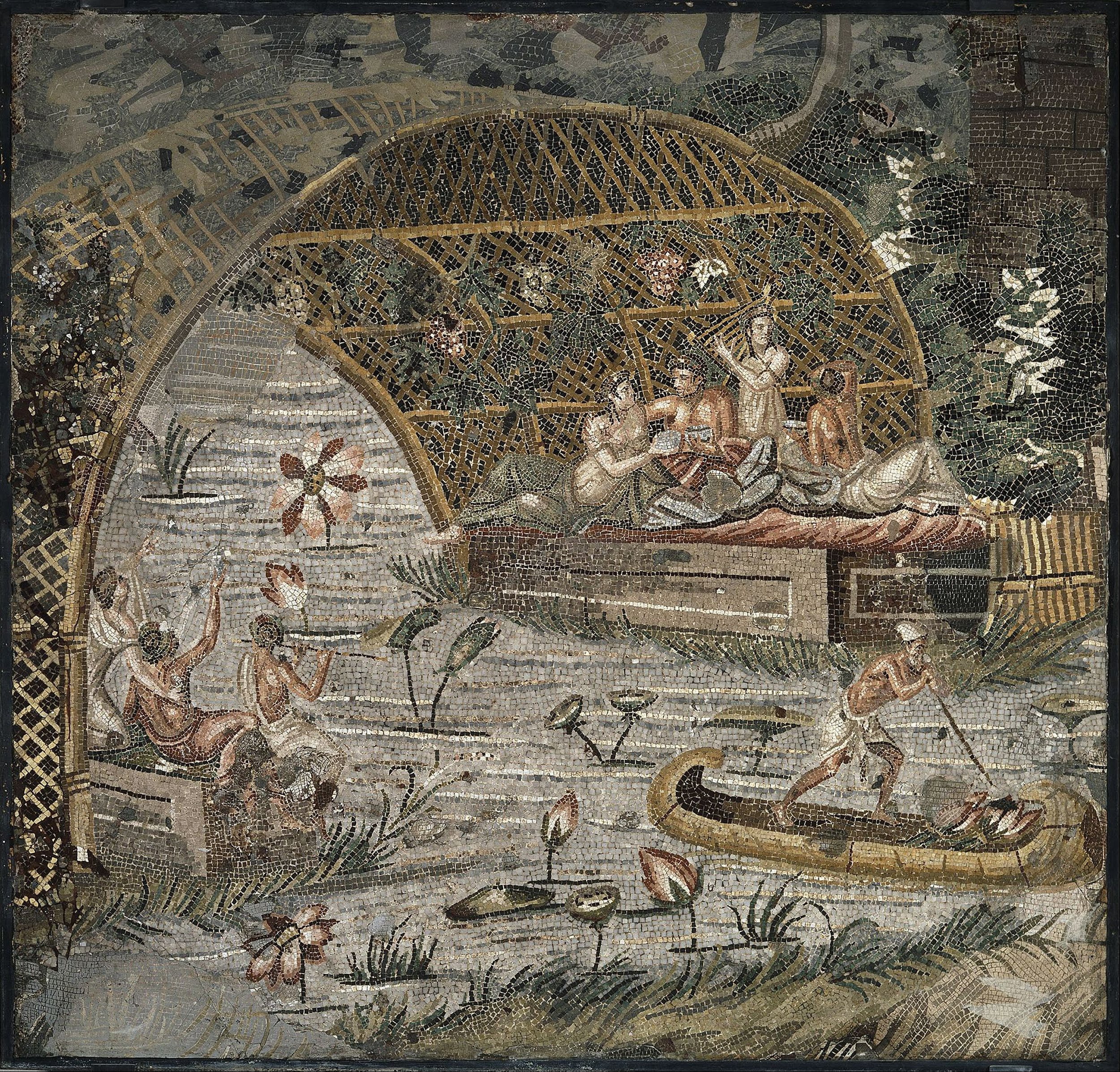
Nilská mozaika z římské vily (300-250 př. n. l.)